# Alessandro Stradella
Alessandro Stradella (3. červenec 1643, Bologna – 25. února 1682, Janov) byl italský hudební, především operní skladatel, působící v období vrcholného baroka.

## Život
O jeho dětství není příliš mnoho známo, i údaje o datu a místě jeho narození se liší. Některé prameny uvádějí 1. říjen 1639 jako jeho datum narození, podle jiných pramenů se narodil 3. dubna 1644. Jako místa narození jsou uváděna kromě Nepi také Vignola nebo Monfestino. Pocházel ze šlechtické rodiny. Jeho otec Marcus Antonio Stradella z Piacenzy byl v letech 1642 až 1643 guvernérem. Jeho bratr Francesco se stal členem řádu augustiniánů a zřejmě se těšil přízni aristokratického rodu d'Este.
Detaily o jeho hudebním vzdělání nejsou známy. Studoval v Bologni, i když není jasné u koho. Podle některých pramenů v roce 1659 vstoupil do služeb bývalé královny Kristiny Švédské. První dochovaná skladba, u níž je doloženo jeho autorství, pochází z roku 1672 – je to prolog k představení opery od Pietra Antonia Cestiho La Dori.
V roce 1667 se usadil v Římě, kde skládal opery, oratoria i chrámovou hudbu. Na druhé straně proslul značně nevázaným životem. Pokusil se zpronevěřit církevní peníze, byl odhalen a nucen opustit Řím. Když se po čase vrátil, znepřátelil si mocné muže města četnými milostnými aférami, takže mu nezbývalo nic jiného, než na nátlak kardinála Alderana Cibo Řím opustit natrvalo.
Zamířil do Benátek a stal se učitelem hudby Agnese van Uffel, která byla milenkou mocného benátského patricia (měšťana) Alvise Contariniho. Při jeho povaze to nemohlo skončit jinak, než že se záhy stal jejím milencem. Vztah byl prozrazen a on i s milenkou uprchl do Turína. Contarini se domáhal jeho přísného potrestání, ale Stradella byl pod ochranou savojského vyslance, hraběte Giovanniho Battisty de Nemours. Contariniho rodina najala proto dva vrahy, kteří měli zrádného učitele najít a zabít. Při tomto pokusu byl vážně zraněn, ale podařilo se mu uniknout do Janova.
V Janově slavil velké úspěchy jako skladatel oper a kantát, leč historie z Benátek se opakovala. Byl ubodán 25. února 1682 na náměstí Piazza Bianchi v Janově třemi bratry Lomelliniovými, jejichž sestru svedl.
Jeho barvitý život a krvavá smrt se stala vítaným námětem pro literární i hudební zpracování. Nejznámějším je patrně dodnes hraná opera Friedricha von Flotowa Alessandro Stradella.

## Dílo
Ve své době byl neobyčejně úspěšným a vlivným skladatelem. Jeho sláva byla zastíněna až ve století následujícím skladateli vrcholného baroka Corellim, Vivaldim a dalšími. Přes četné opery a oratoria, které byly ve své době velmi populární, jeho význam tkví v hudbě instrumentální. Dochovalo se cca 27 instrumentálních skladeb a byl to právě on, kdo stál u zrodu typické barokní hudební formy, concerto grosso. První známou skladbou tohoto druhu je jeho Sonate di viole.

## Jevištní díla
1. Accademia d'amore (1665 Řím)
2. Reggetemi, non posso più (1666? Řím?)
3. La Circe (1668 Frascati)
4. O di Cocito oscure deità (1668 Řím PC)
5. Che nuove, o ragionevoli (1668? Cáchy?)
6. Con meste luci (1668? Řím?)
7. È dovrò dunque in solitaria stanza (1668?)
8. Lasciai di Cipro il soglio (1668? Řím?)
9. Soccorso, aita, ohimè (1668? ?Řím)
10. Chi me l'havesse detto (1668 Řím)
11. Amanti, che credete (1671 Řím)
12. Chi mi conoscerà (1671 Řím)
13. Dormi, Titone, addio (1671 Řím)
14. Fermate, homai (1671 Řím)
15. Questo è il giorno prefisso (1671)
16. Sù, sù, si stampino (1671 Řím)
17. Il Biante (c.1671 Řím)
18. Aita, numi, aita (1672 Řím)
19. O ve', che figurace (1672 Řím)
20. Sù, miei fiati canori (1675? Modena?)
21. Il Damone (1677 Řím)
22. Il Trespolo tutore (1677 Janov)
23. La forza dell'amor paterno (1678 Janov)
24. Le gare dell'amor eroico (1679 Janov)
25. La ruina del mondo (1679? Janov?)
26. Il barcheggio (1681 Janov)
27. Dal luminoso impero (1681? Modena?)
28. La rosaura (1688 Řím) [?] – ztraceno
29. Il moro per amore (1695 Řím)
30. Il Corispero (?)
31. Doriclea (?)
32. Che fai, Dorilla mia (?)
33. Lo schiavo liberato (?)

### Oratoria
- San Giovanni Battista (1675)